# Sikanos (Töpfer)
Sikanos (altgriechisch Σικανός) war ein antiker griechischer Töpfer aus Athen, dessen Werk in die Zeit um 500 v. Chr. datiert wird.
Sikanos ist heute allein von einer Signatur (ΣΙΚΑΝΟΣ ΕΠΟΙΕΣΕΝ = „Sikanos hat es gemacht“) auf einem in Vulci in Italien gefundenen rotfigurigen Teller bekannt. Der Teller befand sich in der Sammlung des Prinzen von Canino, der zu Beginn des 19. Jahrhunderts mit großem Mitarbeiterstab Ausgrabungen in der Gegend von Vulci durchgeführt hatte, und gilt heute als verschollen. Das Artemis zeigende Bild wurde von John D. Beazley dem Umkreis des Vasenmalers Oltos zugewiesen. Aufgrund von Vergleichen wurden ihm einige weitere Stücke zugewiesen, mittlerweile ist diese Zuweisung jedoch stark umstritten. Ob Sikanos neben Töpfer auch Maler des Stückes war, ist unklar, somit sind ihm bislang keine weiteren Stücke zuzuweisen. Der vermutliche Spitzname Sikanos spielt auf eine Herkunft des Mannes aus Sizilien (vgl. Sikaner) an. Unklar ist, ob er Metöke oder Sklave war; es wird aber davon ausgegangen, dass er kein Grieche war, sondern der einheimischen Bevölkerung Siziliens entstammte.